# Fiona Murtagh
Pour les articles homonymes, voir Murtagh.
Fiona Murtagh, née le 11 juillet 1995 à Galway (Irlande), est une rameuse irlandaise, médaillée de bronze en quatre sans barreur féminin aux Jeux olympiques de 2020.

## Carrière
Fiona Murtagh remporte en quatre sans barreur la médaille de bronze aux Championnats d'Europe d'aviron 2020 et la médaille d'argent aux Championnats d'Europe d'aviron 2021.
Aux Jeux olympiques d'été de 2020 à Tokyo, elle fait partie de l'embarcation irlandaise en quatre sans barreur qui remporte la médaille de bronze.

## Vie privée
Elle fait ses études à l'Université Fordham grâce à une bourse sportive.